# Branislav Blažić
Branislav Blažić (Kikinda, 1 de abril de 1957 — Belgrado, 1 de abril de 2020) foi um cirurgião e político sérvio. Serviu vários mandatos nas assembléias da FR Iugoslávia , Sérvia e Voivodina, e foi Ministro da Proteção Ambiental no governo da Sérvia de 1998 a 2000. Anteriormente uma figura proeminente no Partido Radical Sérvio de extrema-direita, Blažić era membro da o Partido Progressista da Sérvia desde a sua formação em 2008.
Em 6 de outubro de 2017, Blažić foi nomeado secretário de estado no Ministério de Proteção Ambiental da Sérvia. Morreu devido às consequências da infecção por COVID-19 em 1 de abril de 2020,  no mesmo dia em que completou 63 anos.

## Carreira política

### Parlamentar iugoslavo
Blažić foi eleito para a Assembléia da Câmara dos Cidadãos da República Federativa da Jugoslávia
nas eleições federais de maio de 1992, ganhando uma cadeira de membro único em Kikinda. Ele estava a um segundo termo da re-eleito dezembro 1992-janeiro 1993 eleição e para um terceiro termo na eleição 1996, ambos os quais foram mantidos sob um sistema de representação proporcional. Foi deputado da oposição no parlamento até sua nomeação para o gabinete. Ele foi identificado em uma reportagem de julho de 1999 como membro da presidência do Partido Radical. 

## Início da vida e carreira privada
Blažić nasceu em Kikinda, Voivodina, então na República Popular Federal da Iugoslávia. Formou-se na Faculdade de Medicina da Universidade de Belgrado e se especializou em cirurgia geral.